# Bianchini (Mondkrater)
Bianchini ist ein Einschlagkrater auf der nordwestlichen Mondvorderseite, westlich der Montes Jura, am Nordrand des Sinus Iridum.
Der Krater ist kaum erodiert und weist einen Zentralberg auf.
| Buchstabe | Position           | Durchmesser | Link |
| --------- | ------------------ | ----------- | ---- |
| D         | 47,55° N, 35,71° W | 7 km        |      |
| G         | 46,69° N, 32,82° W | 4 km        |      |
| H         | 48,08° N, 32,88° W | 6 km        |      |
| M         | 48,37° N, 30,69° W | 4 km        |      |
| N         | 48,55° N, 31,1° W  | 5 km        |      |
| W         | 48,55° N, 33,87° W | 7 km        |      |

Der Krater wurde 1935 von der IAU nach dem italienischen Astronomen Francesco Bianchini offiziell benannt.